# Badasar Calbiyik

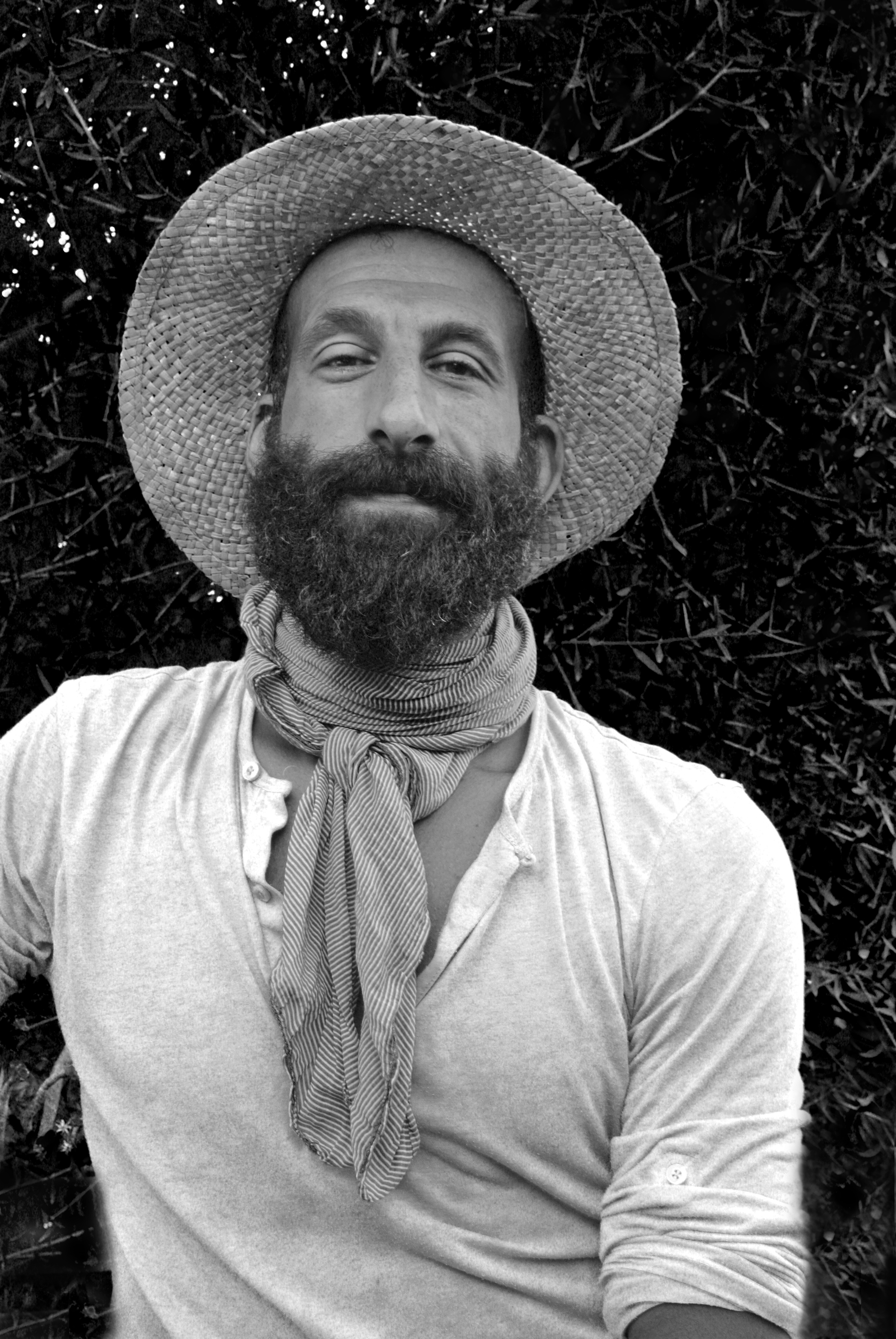
Badasar Calbiyik

Badasar Calbiyik (* 31. Oktober 1974 in Pforzheim) ist ein deutscher Schauspieler und Künstler.

## Leben
Calbiyik stammt aus einer armenischen Familie. Sein Vater war Goldschmied und immigrierte 1963, sein Großvater mütterlicherseits bereits 1962 nach Deutschland.
Badasar Calbiyik absolvierte eine Ausbildung an der Stage School in Hamburg (1995–1997) und studierte außerdem Schauspiel an der „Freien Theaterschule Hamburg“. Er arbeitet seit 1996 als Theaterschauspieler und spielt seit 2000 ebenfalls in deutschen Film- und Fernsehproduktionen.

## Filmografie
- 2000: Anam
- 2000: Bronski und Bernstein
- 2000: Die achte Todsünde
- 2002: Mehr als Alles
- 2003: Evelyn Hamanns Geschichten aus dem Leben
- 2003: Drei gegen Troja
- 2003: Alpenglühen
- 2003: Der Dorfsheriff
- 2003: Der Fürst und das Mädchen
- 2004: Kebab Connection
- 2005–2013: Der Dicke (Fernsehserie)
- 2006: Die Rote Zora
- 2007: Die 25. Stunde
- 2007: A Beautiful World
- 2007: Notruf Hafenkante
- 2009: Meine Tochter und der Millionär
- 2008: Die Pfefferkörner (Fernsehserie)
- 2009: Hier kommt Lola
- 2009: Hexe Lilli – Die Reise nach Mandolan
- 2010: Anduni-Fremde Heimat
- 2010: Für kein Welt der Welt
- 2010: Die Pfefferkörner
- 2012: Tatort: Borowski und der freie Fall (Fernsehreihe)
- 2012: Anders
- 2013: The Cut
- 2013: 45 Minutes bis Ramallah
- 2014: Die Mamba
- 2014: Um Himmels Willen – Das Wunder von Fatima
- 2015–2022: Die Kanzlei
- 2018: Böhmermanns perfekte Weihnachten
- 2018: Al Shafaq – Wenn der Himmel sich spaltet
- 2019: Versager
- 2019: Die Pfefferkörner und der Schatz der Tiefsee
- 2020: Gipfeltreffen
- 2020: Fight or Flight
- 2022: Klausen Ermittelt
- 2022: SOKO Köln (Fernsehserie, Folge Fetter Fang)
- 2023: Nord bei Nordost – Westend
- 2023: Nord bei Nordwest – Die letzte Fähre
- 2023: Last Exit Schinkenstrasse